# Clea jullieni
Clea jullieni е вид коремоного от семейство Buccinidae.

## Разпространение
Видът е разпространен в малък участък от река Меконг между Бандан и Самбор в Камбоджа.